# یوکی آبه (بازیکن فوتبال، زاده ۱۹۸۹)
یوکی آبه (ژاپنی: 阿部 優؛ زادهٔ ۱۶ سپتامبر ۱۹۸۹) یک بازیکن فوتبال اهل ژاپن است.
از باشگاه‌هایی که در آن بازی کرده‌است می‌توان به باشگاه فوتبال ایواته گرولا موریوکا اشاره کرد.